# Gölbaşı-Talsperre
Die Gölbaşı-Talsperre (türkisch Gölbaşı Barajı) ist eine Talsperre am Aksu Deresi, einem Zufluss des Nilüfer Çayı, 22 km östlich der Provinzhauptstadt Bursa in der gleichnamigen Provinz im Nordwesten der Türkei.
Sie wurde in den Jahren 1933–1938 mit dem Zweck der Bewässerung errichtet.
Das Absperrbauwerk ist ein 12 m hoher homogener Erdschüttdamm.
Das Dammvolumen beträgt 320.000 m³. 
Der Stausee bedeckt bei Normalstau eine Fläche von 2,75 km². Der Speicherraum beträgt 14,3 Mio. m³. 
Die Talsperre dient der Bewässerung einer Fläche von 1816 ha.